# Joseph Goutorbe
Joseph Goutorbe (Fleury, 25 de abril de 1916 - Saussay, 14 de marzo de 2002) fue un ciclista francés, que fue profesional entre 1938 y 1955. Solo se le conocen tres victorias, pero dos de ellas de un cierto prestigio, la París-Camembert de 1942 y el Critèrium Internacional de 1945, unos años difíciles por el ciclismo por culpa de los efectos de la Segunda Guerra Mundial.

## Palmarés
- 1937
  - 1º en la París-Ezy
- 1942
  - 1º en la París-Camembert
- 1945
  - 1º en el Critèrium Internacional

### Resultados en el Tour de Francia
- 1938. Abandona (13º etapa)